# 寒姓
寒姓是漢字姓氏之一，寒姓主要分佈於中國的雲南省、河南省、黑龍江省、北京市等地。另外在台灣也有寒姓人士。

## 來源

### 漢族
- 寒國（夏朝）：寒浞建立寒國，被夏滅後，子孫以寒為氏。
- 韓國（西周）：周武王封其子於韓叔（今陝西韓城），為晉國所滅，子孫避难後為寒氏。

### 外族改姓
- 鮮卑族改寒姓，漢晉時期鮮卑乞伏部首領傉大寒改漢姓為寒氏。
- 羌族改寒姓，其寒宕部臣服於唐朝，後改部族名稱為漢姓寒氏。
- 日本大和族改寒姓，明朝時期，寒川氏族往來浙江經商，後留居浙江，隨改漢姓寒氏。
- 其他民族改寒姓。

## 名人
- 夏朝：寒浞
- 周朝：寒哀、寒風
- 漢朝：寒孺、寒章、寒翁伯
- 後漢：寒郎、寒貧
- 明朝：寒翔

## 延伸阅读
[在维基数据编辑]
 《欽定古今圖書集成·明倫彙編·氏族典·寒姓部》，出自陈梦雷《古今圖書集成》